# 663
663(육백육십삼)은 662보다 크고 664보다 작은 자연수다.

## 수학
- 합성수로, 그 약수는 1, 3, 13, 17, 39, 51, 221, 663이다. 진약수의 합은 345이므로, 663은 부족수다.
- 87번째 쐐기수다. 앞의 쐐기수는 658, 다음 쐐기수는 665다.
  - 25번째 홀수 쐐기수다. 앞의 홀수 쐐기수는 651, 다음은 665다.
- 자릿수 제곱합이 제곱수인 58번째 자연수다. ({\displaystyle 6^{2}+6^{2}+3^{2}=9^{2}}) 이 성질을 지닌 앞의 수는 636, 다음 수는 667이다. (OEIS의 수열 A175396)
- {\displaystyle 38^{4}-1}은 663으로 나누어떨어진다.

## 과학
- NGC 663(영어판): 카시오페이아자리 방향에 있는 산개성단.
- 663 게를린데(영어판): 소행성.

## 교통

### 항공
- 이스턴 항공 663편 추락 사고(영어판)
- 유나이티드 항공 663편 사건(영어판)

### 도로
- 현도 제663호선

## 군사
- U-663(영어판): 제2차 세계 대전에 사용된 나치 독일의 군용 잠수함.

## 문화유산
- 대한민국의 보물 제663호: 완주 화암사 극락전 (해제)[a]

## 기타
- 연도: 663년, 기원전 663년